# Kembo
Kembo va ser una cadena de supermercats catalana, fundada per Lluís Verdés, juntament amb el seu soci Miquel Elmena. L'empresa va començar a Igualada, l'Anoia, i es va estendre per tot el territori català, arribant a tenir un total de 24 botigues, més de 400 treballadors i una facturació que superava els 10.000.000.000 de pessetes (més de 60 milions d'euros). L'any 1995 l'empresa fou venuda a Caprabo. Kembo fou un referent a Igualada i una important font de mecenatge cultural i esportiu, arribant a patrocinar l'Igualada Hoquei Club, que va guanyar la Lliga Europea amb el patrocini de Kembo.